# تپه داش‌بلاغ
تپه داش بلاغ مربوط به دوره اشکانیان است و در شهرستان مشگین‌شهر، بخش ارشق، دهستان ارشق مرکزی، روستای جبارلو واقع شده و این اثر در تاریخ ۲۶ اسفند ۱۳۸۷ با شمارهٔ ثبت ۲۵۸۴۴ به‌عنوان یکی از آثار ملی ایران به ثبت رسیده است.